# Сироткин, Юрий Иванович
Ю́рий Ива́нович Сиро́ткин (13 сентября 1922, д. Дор, Вологодская губерния — 24 октября 2008, Ярославль) — советский офицер, участник Великой Отечественной войны, гвардии старший лейтенант, командир саперной роты 87-го гвардейского отдельного сапёрного батальона 75-й гвардейской стрелковой дивизии, 61-й армии 1-го Белорусского фронта, Герой Советского Союза (1945), позднее — гвардии полковник.

## Биография
Родился 13 сентября 1922 года в деревне Дор (ныне — Грязовецкого района Вологодской области). В 1938 году семья переехала в Вологду, где Сироткин учился в школе № 9. Занимался боксом и шахматами.
С августа 1939 года, после окончания девятого класса, работал в должности инспектора Вологодского областного комитета по делам физической культуры и спорта. В 1940 году вернулся в школу, в 10-й класс, и окончил его в 1941 году.

### В годы Великой Отечественной войны
С началом войны добровольно пошёл в Красную Армию. 21 июля 1941 года направлен в Архангельское военное инженерное училище, 20 октября того же года был выпущен в звании младшего лейтенанта. В действующей армии с 6 марта 1942 года, в составе 64-й армии воевал в Сталинграде, был ранен. После ранения прошёл курсы переподготовки и в конце 1943 года вернулся на фронт.
Воевал в 75-й гвардейской стрелковой дивизии. Был награждён орденом Красной Звезды. В представлении к награждению командир 231-го гвардейского стрелкового полка гвардии подполковник Максимов писал:

В период боёв на 3-м Прибалтийском фронте с 5.10.1944 года т. Сироткин, командуя сапёрным взводом, умело руководил им в бою. За этот период своим взводом обезвредил до 60 противотанковых мин, умело сопровождал артиллерию через труднопроходимые места. При форсировании реки Маза-Огла лично руководил группой наведения штурмового моста и переправы.
Под огнём противника переправы были налажены в срок, что дало возможность выполнить боевую задачу, поставленную перед полком.
Участвовал в Варшавско-Познанской операции, а затем в Восточно-Померанской операции.
Был награждён орденом Красного Знамени. В представлении к награждению командир 231-го гвардейского стрелкового полка гвардии подполковник Залялов написал:

В боях на 1-м Белорусском фронте при овладении дер. Хохен-Крук и при форсировании реки под сильным артиллерийско-миномётным огнём, возглавляя группу 3-х сапёров ворвался впереди боевых порядков пехоты на мост, сняв при этом автоматным огнём вражескую охрану моста, пытавшуюся взорвать мост, переправился на противоположный берег и закрепился. Разминировал 10 противотанковых мин. До подхода наших частей вместе с бойцами держал оборону. Своими действиями помог выполнить поставленную перед полком задачу — захватить авиазавод.
Особо отличился гвардии старший лейтенант Сироткин Ю. И. при форсировании реки Одер, проявив отвагу, мужество, личный героизм и умелое руководство своим подразделением. В представлении к награждению командир 87-го гвардейского отдельного сапёрного батальона гвардии майор Фиошин написал:

Командир роты гвардии старший лейтенант Сироткин в боях при форсировании реки Одер в районе Ной-Глитцен в ночь на 17.04.45 г. под сильным огнём противника построил паром. С началом форсирования первым, лично на пароме сделал два рейса на западный берег р. Одер, несмотря на ураганный артиллерийско-миномётный и пулемётный огонь противника переправил две 75 мм пушки 5-й батареи 2-го дивизиона 159-го гв. АП с расчётами и боеприпасами, тем самым доставил первые орудия для поддержки пехоты, окопавшейся на западном берегу.
Затем, лично руководя переправой, переправил на пароме четыре 45 мм орудия ПТО, шесть зенитных пулемётов, два станковых пулемёта, 20 ящиков боеприпасов, до роты пехоты и эвакуировал с западного берега 17 тяжело раненых бойцов 212-го гвардейского стрелкового полка.
Во время форсирования был ранен, но продолжал руководить своим подразделением и целые сутки под сильным огнём противника, пренебрегая своей жизнью, обеспечивал переправу передовых отрядов и вооружения.
Благодаря своевременной поддержке пехоты артиллерией, она отразила несколько яростных контратак противника, поддержанных танками, и овладев Ной-Глитцен, завоевала плацдарм на западном берегу р. Одер.
Указом Президиума Верховного Совета СССР от 31 мая 1945 года за мужество и героизм, проявленные при форсировании реки Одер, захвате и удержании плацдарма на её западном берегу гвардии старшему лейтенанту Сироткину Юрию Иванивичу присвоено звание Героя Советского Союза с вручением ордена Ленина и медали «Золотая Звезда».
Войну капитан Ю. И. Сироткин закончил 3 мая 1945 года с выходом 75-й гвардейской стрелковой дивизии к реке Эльба южнее города Виттенберге (земля Бранденбург, севернее Берлина).

### В послевоенные годы
После войны продолжал службу в армии. Летом 1945 года Ю. И. Сироткин стал чемпионом Группы советских оккупационных войск в Германии в беге на 100 метров. Осенью того же года откомандирован в Москву для учёбы на военном факультете Центрального института физической культуры, который в 1947 году был преобразован в Краснознамённый военный институт физической культуры и спорта имени П. Ф. Лесгафта в Ленинграде (ныне Национальный государственный университет физической культуры, спорта и здоровья имени П. Ф. Лесгафта). После окончания института в 1948 году был направлен в Киевское суворовское военное училище на должность начальника кафедры физического воспитания. С 1947 года — судья республиканской категории по шахматам, с 1950 — по боксу и фехтованию.
С 1957 года — в отставке, переехал в Ярославль, работал заведующим кафедрой физвоспитания в Ярославском технологическом институте. Активно работал с федерацией бокса РСФСР, с 1964 года — судья всесоюзной категории по боксу, был главным судьёй многих всесоюзных и республиканских соревнований, судил турниры в Вологде и Череповце.
В 1958 году уехал в Узбекистан, где работал заведующим кафедрой бокса, борьбы и тяжёлой атлетики республиканского Института физкультуры в Ташкенте. Затем спорткомитет города Ярославля пригласил Ю. И. Сироткина на должность директора спортивной школы «Буревестник». С 1 сентября 1961 года он был избран заведующим кафедрой физического воспитания Ярославского технологического института, которую возглавлял на протяжении 16 лет.
В 1968 году исполнил почётную миссию: вместе с генералом армии П. И. Батовым доставил факел, зажжённый от огня на Могиле Неизвестного Солдата в Москве, в Ярославль, где был открыт памятник-монумент. Участвовал в парадах 9 мая в Москве в 1990, 1995, 2000 годах.
Умер 26 октября 2008 года.

## Награды и звания
- Медаль «Золотая Звезда» № 7069 Героя Советского Союза (31 мая 1945 года);
- орден Ленина;
- орден Красного Знамени;
- орден Отечественной войны I степени;
- орден Красной Звезды;
- советские и иностранные медали;
- почётный гражданин Щецинского воеводства (Польша).

## Память
- В Ярославле учреждён международный турнир по боксу памяти Героя Советского Союза Юрия Сироткина.
- На доме № 21 по улице Советской в Ярославле, где Ю. И. Сироткин прожил 32 года, установлена мемориальная доска.